# Live File System
Das Live File System (LFS, Deutsch auch Livedateisystem) ist ein von Microsoft für die Betriebssysteme Windows Vista und Windows 7 entwickeltes Dateisystem, das das Universal Disk Format (UDF) der Versionen 1.02 bis 2.5 implementiert. Es ist das voreingestellte Dateisystem für das Beschreiben von CDs oder DVDs bei allen Windowsversionen ab Vista, doch kann vor dem Start des Schreibvorgangs weiterhin das klassische ISO 9660 gewählt werden.

## Technik
Wie der zugrundeliegende Standard UDF ist LFS für beschreibbare optische Datenträger vorgesehen. Im Gegensatz zu ISO 9660 werden Daten nicht zuerst zusammengestellt und anschließend geschrieben, sondern die Daten können inkrementell auf das Medium übertragen werden. Es ähnelt darin den Multisession-CDs von ISO 9660, vermeidet aber einige der Beschränkungen.
Durch die Ähnlichkeit der internen Struktur zum Unix File System und der Referenzierung der Datenblöcke mit Inodes kann das Betriebssystem auch nur einmal beschreibbare Medien (z. B. CD-R, DVD-R) wie ein mehrfach beschreibbares Medium (z. B. USB-Stick) behandeln, jedoch reduziert sich dadurch die verfügbare Kapazität, da der ursprüngliche Block nicht überschrieben werden kann. Für einen geänderten Datenblock muss nur die Referenzierung angepasst werden. Nur mit wiederbeschreibbaren Datenträgern (z. B. CD-RW, DVD-RW) können Dateien wieder vollständig gelöscht bzw. überschrieben werden.
Wie auch beim ISO-9660-Format sind die Medien nicht lesbar, wenn der Schreibvorgang nicht vollständig ist. Dies kann insbesondere dann vorkommen, wenn das Medium zu früh ausgeworfen werden soll.
Erst nach dem Arbeitsgang Sitzung schließen (Finalisieren) ist der Datenträger auf anderen Computern lesbar.

## Kompatibilität
Das Livedateisystem ist nach Angaben von Microsoft nur mit Microsoft Windows XP und späteren Versionen des Betriebssystems Microsoft Windows kompatibel. Andere Betriebssysteme werden nicht unterstützt.
Aufgrund der Inkompatibilität auch mit älteren Windowsversionen bietet Microsoft einen Entscheidungsleitfaden für die Verwendung an.
LFS implementiert nicht die im UDF-Standard vorgesehenen Access Control Listen und eine Implementierung ist auch nicht geplant.